# 日立ドキュメンタリー すばらしい世界旅行
『日立ドキュメンタリー すばらしい世界旅行』（ひたちドキュメンタリー すばらしいせかいりょこう）とは、日本テレビ系列で毎週日曜日に放送されていた、日立製作所ほか日立グループ単独提供の紀行番組である。新聞のラテ欄では『すばらしい世界旅行』と表示される。
1966年10月9日に放送を開始し(初回からカラー放送)、1990年9月16日に放送を終了した。放送回数は全部で1010回。開始当初はフィルム制作であったが、1980年代からVTR制作となった。
2007年5月20日から、日テレプラス&サイエンス（現在：日テレプラス ドラマ・アニメ・音楽ライブ）での放送が開始された。

## 放送時間帯
初回から一貫して毎週日曜日に放送。
- 日曜21:00 - 21:30 （初回 - 1974年3月31日）
  - この時間帯では7年6か月間。プロ野球中継を放送する場合は、20時のドラマ枠（それ以外の時も有り）と共にプロ野球巨人戦中継に差し替えていた（19:00開始の時も有り）。また1969年1月 - 4月に20:00枠で編成された『サンデー・スペシャル』内で放送されたプロボクシング中継や、1969年10月 - 1970年8月に21:30枠で不定期に行われるプロボクシング中継『サンデー・ワールド・ボクシング』の拡大版（通常は22:26までの1時間番組）の時も、同中継に差し替えられた。
- 日曜22:00 - 22:30 （1974年4月7日 - 1975年3月30日）
  - 日曜21:30の時代劇枠の30分繰上げに伴い時間移動。この時間帯では1年間。この時期のみプロ野球巨人戦中継とは関係無い放送枠だった。
- 日曜19:30 - 20:00 （1975年4月6日 - 最終回）
  - 『知られざる世界』開始に伴い時間移動。この時間帯で15年6か月間に亘って放送され、エンディングの『日立の樹』に特徴付けられることから、一般には、この日曜19:30 - 20:00の番組だと認知されることが多い。
  - 1975年4月以降、プロ野球中継放送の場合は、20時のドラマ枠→『久米宏のTVスクランブル』→『天才・たけしの元気が出るテレビ!!』と共に、プロ野球巨人戦中継に差し替え、更に1978年以後、大型特別番組『24時間テレビ 「愛は地球を救う」』放送の場合は、同番組に差し替えた。そして1980年4月以降、プロ野球中継が19:00開始の2時間番組に拡大されたため、19時番組の『びっくり日本新記録』→バラエティ枠（ドラマの時も有り）→アニメ枠→バラエティ枠（全て読売テレビ制作）も差し替えた。雨天中止の場合は放送。中には19:23頃試合中止になり、当番組から雨傘番組になることもあった。
  - 番組スポンサーである日立製作所は、放送当時よりプロ野球巨人戦中継の複数社スポンサーのうちの一社であった。

## 概要
その名の通り、世界の国々や民族の文化、風習、宗教、儀式、民俗などを紹介する紀行番組であるが、欧米以外の国々を中心に紹介して放送した。この理由については、後述の「制作のきっかけ」を参照のこと。
プロデューサーは、日本テレビのドキュメンタリー番組を手がけてきた牛山純一。
番組開始当時の1966年頃は海外旅行自由化がなされてからまだ2年ほどしか経っておらず、海外旅行は多くの日本人にとって高嶺の花であった。テレビの世界においても、海外を取材した番組は少なかった。この番組は、海外旅行にあこがれる日本人に海外旅行のすばらしさを伝えてきた。また、単なる観光地案内の範疇にとどめるのではなく、世界の少数民族や地域に根差した文化・伝統・風習などを長期取材し、日本テレビと牛山率いる「日本映像記録センター」（映像記録）のスタッフらは担当する地域をあらかじめ分担して決めさせたうえで、1年の半分以上は実際に現地での生活を体験させる、「現場主義」に徹底し、牛山は「取材対象に愛情を持て」「長期密着取材をいとうな」「カメラもまだ権力であることを忘れるな」の3つの信念・信条をスタッフにも持ち続けるように訴えた。
当初は、番組協賛が日本航空だった。
アメリカ、イギリスなど10数か国でも放送された。
放送開始からの数年間は日本テレビの単独制作であったが、牛山が独立した1972年12月以降は牛山ら8名のスタッフが設立した日本映像記録センター（映像記録）との共同制作となった。英BBC、米ABC制作分や海外の映像作家による作品も数回ある。
番組の制作にはエスキモー民族に詳しい東京外国語大学の岡正雄教授、インカ文明発掘で有名であった東京大学の泉靖一教授ら文化人類学者の協力を得た。題材の相談、資料集めはもちろん外国の学者も紹介してもらった。ディレクターたちは各地域を分担し、半年間は現地で生活しながら取材と撮影にあたった。徹底した現場主義が、この番組の大原則であった。国際人類学民俗学会議ではたびたび招待上映され、パリのル・モンドが「民族的な主題を取り上げ、驚嘆に値する成果を上げた」と絶賛した。またこの映像は国内外の大学の講義にも利用され、博物館にも収蔵されている。さらに学会でも集められたことがない記録や学術論文で触れられたことのない記録もある。
放送されてきた映像の中にはカメラマンがゴリラと直接向き合うという迫力のあるものやとある民族が仲間の死を悔やみ、鉈や棒で自分の頭を打ちつけるという痛ましいものもあった。また男女のキスシーン、民族舞踊を踊る女性などの取材素材が番組のオープニングタイトルに編集されて使われた。制作には東宝が加わり、東宝の水中撮影班を率いた坂野義光監督によって、世界各地の海洋での水中撮影が行われた。
日立製作所ほか日立グループの単独提供（番組冒頭のクレジットはグループ各社のロールテロップの後に「日立製作所（改行右下に小さく）他、グループ各社」、エンディングはブルーバックで「システムとエレクトロニクスの日立グループ」）で、「日立」の部分は番組タイトルにも冠していた。またこの番組で、1973年4月から初めて「日立の樹」とグループ各社のロールテロップが流され、以降も番組のエンディングとして「日立の樹」が放送されていた。なお、『元気が出るテレビ!!』が2時間スペシャルになる場合や『24時間テレビ』の場合、グループではなく日立製作所単独の提供になる場合もあった（その場合は「技術の日立」表記）。
ナレーターは、久米明が番組開始時からほぼ一貫して担当した（1973年10月7日放送「南半球・最後の捕鯨者たち」のナレーターは城達也）。オープニングと次回予告で流れるテーマ曲は、山本直純が担当した（エンディングのときはテンポが遅くなる）。オープニングの映像は1980年代後半（番組末期）のころに一部修正されている。初代のフィルム素材に、新たにとり下ろしたVTR素材を加えたもので、当時のタイトル・並びにスポンサーロール字幕もフィルムへの直接の書きこみから、VTRにテロップを乗せる形になっていた。
タイトルとエンディングのスタッフ紹介のバックのイラスト（バッファロー）は同じく牛山がプロデュースした「知られざる世界」と同じだが、バックの背景色が茶色がかっていた。

## 制作のきっかけ
プロデューサーの牛山は報道系ドキュメンタリーの制作を得意とし、数々の受賞作品を生み出した。しかし、1965年に制作した『ベトナム海兵大隊戦記』は第1部の放送後に政治的なクレームを受け、第2部以降が放送中止となった。テレビの枠内でジャーナリスティックな姿勢を貫くことの限界を思い知らされた牛山は新しい領域を切り開こうと考え、またベトナム戦争のような問題を理解するには背景にある民族の精神に迫る必要があると痛感した。さらに明治以来、欧米化を図ってきた日本に欧米以外の異文化との出会いを広めたいと考え、主に欧米以外を取り上げるドキュメンタリーを制作することを決めた。これが『すばらしい世界旅行』を制作するに至ったきっかけである。

## 番組の終焉
日本テレビの人気番組のひとつであり長期にわたって安定した視聴率を獲得していたが、1980年代に差し掛かると野球中継などによる休止が多かったためか、視聴率の低迷が問題視されるようになってきた。
このため日本テレビ側は欧米を取り上げたり人物に焦点を絞ったりして視聴者受けも狙うよう牛山を説得したが、『すばらしい世界旅行』ならではの個性を通したいと主張する牛山とは平行線をたどった。1990年、海外渡航者数は1000万人を突破し、5月13日には放送回数1000回を数えることになっていた。
牛山は「番組の使命は終わった」と考え、1990年9月16日の第1010回をもって24年の歴史に幕を降ろすことを決定。1990年4月29日放送（第998回）から番組終了までの約半年間（13回）は「千回記念あの村は今」と題してそれまでに取材した地域を再び取材し、その地域の過去と現在とを比較するものを放送した。なお最終回ではスタッフ表示の後、「24年にわたって放送を続けてまいりましたウィークリー番組、すばらしい世界旅行は、今週で終了いたします。長らくご視聴いただき、ありがとうございました」のナレーションで締めくくった。そしていつも通りに「日立の樹」へとつないだ。

## 番組終了後
｢日立の樹｣と日立グループ各社のロールテロップは当番組終了後も、日曜19:30 - 20:00枠のエンディングで定着していたため、『1億3000万人の投稿!特ホウ王国2』が終了する1997年9月までの24年半に亘って放送されていた。
2006年12月15日放送の『週刊お宝TV』（NHK-BS2）でこの番組が取り上げられた。旅好きで知られる原田大二郎をゲストに招き初代オープニングをはじめとする貴重な映像の数々、牛山ら制作者にまつわるエピソードなどが紹介された。原田は、『すばらしい世界旅行』を見たのがきっかけで旅好きになったという。
2007年5月20日から日テレプラス&サイエンス（現在：日テレプラス）にて日本映像記録センターが選んだものとフランス・テレビジョン向けに製作されたものを再編集した計26本を毎回2本放送している。奇しくも同じ時間にTBSチャンネルでは『兼高かおる世界の旅』の再放送を行っている。

## 未来シリーズ
紀行番組として制作された本番組は開始当初にアニメーションで構成された回も数回のみ放送されていた。第1回は1966年12月25日放送の『ハワイの旅「イルカと話せる」』で、1968年1月14日放送の『ニューヨーク「コンピュートピア・西暦2000年の物語（後編）」』までに合計6話分が制作放送された。これらアニメーションの回は放送当時の宣伝はがきなどで未来シリーズとしてまとめられている。
1960年代当時は子供を対象としたアニメ作品が大半だった中、未来シリーズはドキュメンタリーを意識した大人向けの作品として構成されている。

### スタッフ
『ハワイの旅「イルカと話せる」』
- プロデューサー：森正博
- 脚本：横田弘行、森正博
- キャラクターデザイン：横山隆一
- アニメーション：月岡貞夫

『アラスカの旅「第五氷河期」』
- チーフプロデューサー：牛山純一
- プロデューサー：森正博、野口英夫、河村治彦、渡辺忠美、黒川慶二郎
- ディレクター：森正博
- 脚本：佐々木守、森正博
- 原画：真鍋博
- 動画演出：木下蓮三
- 第二原画：岡本良雄
- 動画：田村有美子
- トレス：黒川八枝子
- 彩色：落合幸世
- 美術：藤本四郎
- 撮影：佐倉紀行、野宮進
- 動画撮影：虫プロダクション
- 編集：伊藤二良
- 音楽：岩味潔
- 製作：日本テレビ

『アラブの旅「食糧戦争」』
- ディレクター：森正博
- 脚本：佐々木守、野口秀夫
- 演出・原画：木下蓮三

『ニューヨーク「コンピュートピア・西暦2000年の物語」』
- プロデューサー：牛山純一
- ディレクター（演出）：河村治彦
- 脚本：辻真先、河村治彦
- デザイン：篠田昌三
- アニメーション：月岡貞夫
- 作画協力：杉井ギサブロー
- 背景：松本強
- 動画撮影：工房ナック、小柳朔郎
- 編集：伊藤二良
- 協力：増田米二
- 製作：日本テレビ

### 放映リスト
| 話数 | 地域             | サブタイトル                               | 放映日          |
| ---- | ---------------- | ------------------------------------------ | --------------- |
| 1    | ハワイの旅       | イルカと話せる                             | 1966年 12月25日 |
| 2    | アラスカの旅     | 第五氷河期（前編）                         | 1967年 1月29日  |
| 3    | アラスカの旅     | 第五氷河期（後編）                         | 2月5日          |
| 4    | アラブの旅       | 食糧戦争                                   | 4月9日          |
| 5    | ニューヨークの旅 | コンピュートピア・西暦2000年の物語（前編） | 1968年 1月7日   |
| 6    | ニューヨークの旅 | コンピュートピア・西暦2000年の物語（後編） | 1月14日         |

## ネット局
系列はネット終了時のもの。
| 放送対象地域           | 放送局                                      | 系列                                         | 備考 |
| ---------------------- | ------------------------------------------- | -------------------------------------------- | --- |
| 関東広域圏             | 日本テレビ                                  | 日本テレビ系列                               | 制作局 |
| 北海道                 | 札幌テレビ                                  | 日本テレビ系列                               | |
| 青森県                 | 青森放送                                    | 日本テレビ系列 テレビ朝日系列                | |
| 岩手県                 | 岩手放送 （現在：IBC岩手放送）              | TBS系列                                      | 1969年11月まで |
| 岩手県                 | テレビ岩手                                  | 日本テレビ系列                               | 1969年12月開局から |
| 宮城県                 | 仙台放送                                    | 日本テレビ系列 フジテレビ系列                | 1970年9月まで |
| 宮城県                 | ミヤギテレビ                                | 日本テレビ系列                               | 1970年10月開局から |
| 秋田県                 | 秋田放送                                    | 日本テレビ系列                               | |
| 山形県                 | 山形放送                                    | 日本テレビ系列                               | 1981年3月まで |
| 山形県                 | 山形テレビ                                  | フジテレビ系列                               | 1981年4月から |
| 福島県                 | 福島テレビ                                  | 日本テレビ系列                               | 1971年9月まで |
| 福島県                 | 福島中央テレビ                              | 日本テレビ系列                               | 1971年10月の福島テレビとのネット交換から                                                                                 |
| 山梨県                 | 山梨放送                                    | 日本テレビ系列                               | |
| 新潟県                 | 新潟放送                                    | TBS系列                                      | 1968年11月まで |
| 新潟県                 | 新潟総合テレビ （現在：NST新潟総合テレビ）  | 日本テレビ系列 フジテレビ系列 テレビ朝日系列 | 1968年12月開局から1981年3月29日まで                                                                                      |
| 新潟県                 | テレビ新潟                                  | 日本テレビ系列                               | 開局直後の1981年4月5日から                                                                                               |
| 長野県                 | 信越放送                                    | TBS系列                                      | 1980年9月21日まで |
| 長野県                 | テレビ信州                                  | 日本テレビ系列 テレビ朝日系列                | 1980年10月開局から |
| 静岡県                 | 静岡放送                                    | TBS系列                                      | 1978年6月まで |
| 静岡県                 | 静岡けんみんテレビ （現在：静岡朝日テレビ） | 日本テレビ系列 テレビ朝日系列                | 1978年7月開局から1979年6月まで                                                                                           |
| 静岡県                 | 静岡第一テレビ                              | 日本テレビ系列                               | 1979年7月開局から |
| 富山県                 | 北日本放送                                  | 日本テレビ系列                               | |
| 石川県                 | 北陸放送                                    | TBS系列                                      | 1990年3月25日まで 末期は日曜 16:25 - 16:55にて放送                                                                       |
| 石川県                 | テレビ金沢                                  | 日本テレビ系列                               | 1990年4月開局から |
| 福井県                 | 福井放送                                    | 日本テレビ系列 テレビ朝日系列                | |
| 中京広域圏             | 名古屋テレビ （現在：メ〜テレ）             | 日本テレビ系列 NETテレビ系列                 | 1973年3月まで |
| 中京広域圏             | 中京テレビ                                  | 日本テレビ系列                               | 1973年4月から 変則ネット解消に伴う移行                                                                                   |
| 近畿広域圏             | よみうりテレビ                              | 日本テレビ系列                               | |
| 鳥取県 ↓ 鳥取県 島根県 | 日本海テレビ                                | 日本テレビ系列                               | 1972年9月に打ち切られたが、1975年4月再開 1972年9月までの放送エリアは鳥取県のみ 1975年4月の放送再開と同時に島根県でも放送 |
| 島根県                 | 山陰放送                                    | TBS系列                                      | 1972年9月まで 当時の放送エリアは島根県のみ                                                                               |
| 広島県                 | 広島テレビ                                  | 日本テレビ系列                               | |
| 山口県                 | 山口放送                                    | 日本テレビ系列 テレビ朝日系列                | |
| 徳島県                 | 四国放送                                    | 日本テレビ系列                               | |
| 香川県 ↓ 香川県 岡山県 | 西日本放送                                  | 日本テレビ系列                               | 当初は香川県のみ 1983年4月の電波相互乗り入れで岡山県でも放送                                                             |
| 愛媛県                 | 南海放送                                    | 日本テレビ系列                               | |
| 高知県                 | 高知放送                                    | 日本テレビ系列                               | |
| 福岡県                 | RKB毎日放送                                 | TBS系列                                      | 1969年3月まで |
| 福岡県                 | 福岡放送                                    | 日本テレビ系列                               | 1969年4月開局から |
| 長崎県                 | 長崎放送                                    | TBS系列                                      | 1969年3月まで |
| 長崎県                 | テレビ長崎                                  | フジテレビ系列 日本テレビ系列                | 1969年4月開局から |
| 熊本県                 | 熊本放送                                    | TBS系列                                      | 1982年3月まで |
| 熊本県                 | くまもと県民テレビ                          | 日本テレビ系列                               | 1982年4月開局から |
| 大分県                 | 大分放送                                    | TBS系列                                      | 1970年3月まで |
| 大分県                 | テレビ大分                                  | 日本テレビ系列 フジテレビ系列 テレビ朝日系列 | 1970年4月開局から |
| 宮崎県                 | 宮崎放送                                    | TBS系列                                      | 1970年3月まで |
| 宮崎県                 | テレビ宮崎                                  | フジテレビ系列 テレビ朝日系列 日本テレビ系列 | 1970年4月開局から |
| 鹿児島県               | 南日本放送                                  | TBS系列                                      | 1969年3月まで |
| 鹿児島県               | 鹿児島テレビ                                | 日本テレビ系列 フジテレビ系列                | 1969年4月開局から |
| 沖縄県                 | 琉球放送                                    | TBS系列                                      | 1975年3月まで |
| 沖縄県                 | 沖縄テレビ                                  | フジテレビ系列                               | 1975年4月から |